# 북평중학교 (강원)
북평중학교(北坪中學校)는 대한민국 강원특별자치도 동해시 용정동에 있는 공립 중학교이다.

## 학교 연혁
- 1946년 12월 10일 : 북평 공립 중학교 인가(1학년 2학급)
- 1948년 7월 30일 : 학칙 변경 6년제 인가
- 1951년 8월 25일 : 제1회 졸업식 거행(남39명)
- 1954년 5월 10일 : 학제 변경 북평 중·고 병설
- 1976년 9월 1일 : 북평 고등학교와 분리
- 2000년 10월 12일 : 신축교사 이전
- 2025년 1월 6일 : 제74회 졸업식(졸업생 127명, 누계 17,929명)
- 2025년 3월 1일 : 제34대 고재오 교장 부임
- 2025년 3월 4일 : 2025학년도 신입생 172명 입학

## 참고 자료
- 북평중학교 - 한국교육학술정보원 학교알리미